# Tau Pegasi

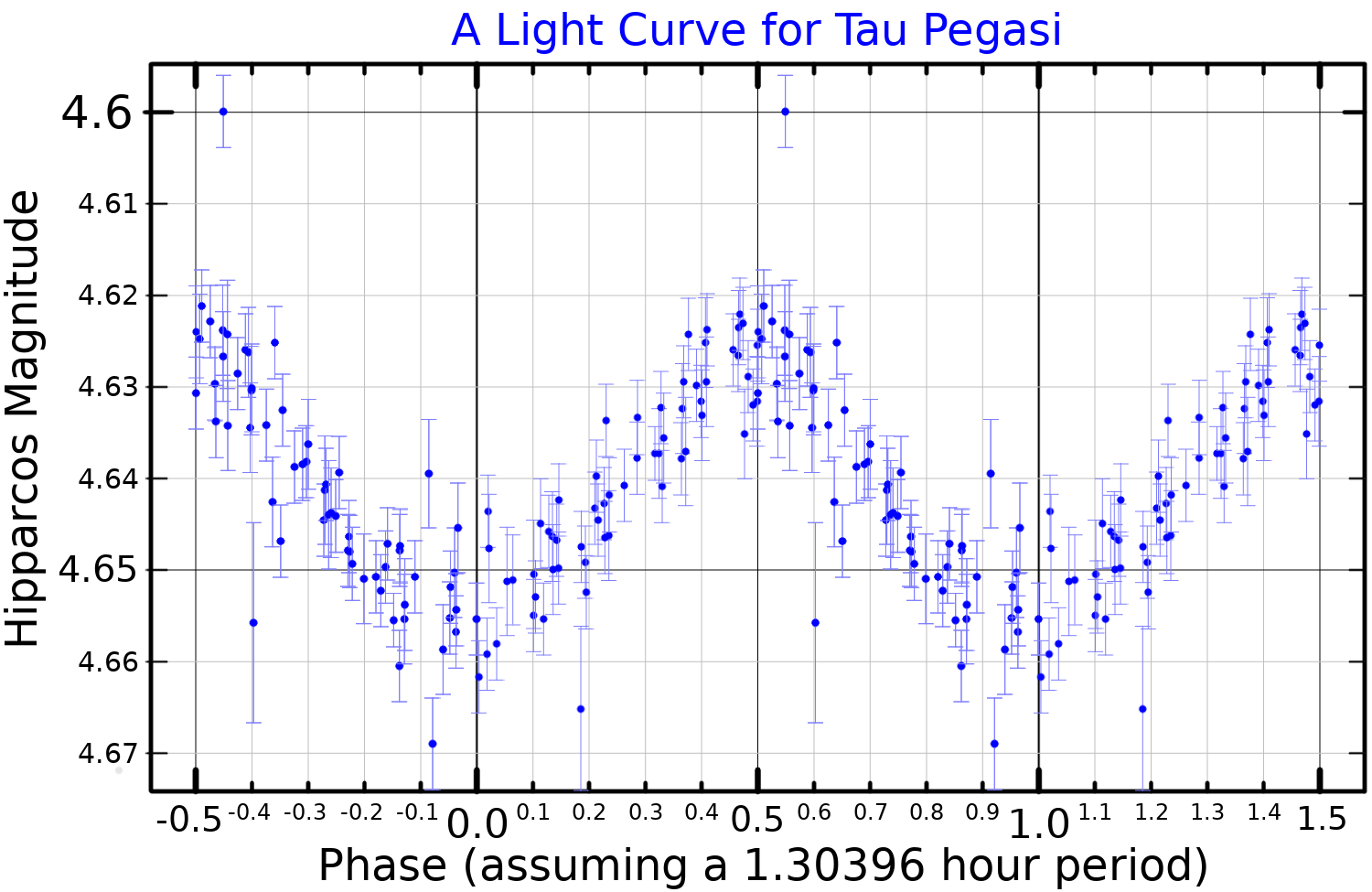
Lichtkromme van Tau Pegasi

τ Pegasi (62 Pegasi) is een ster in het sterrenbeeld Pegasus. De ster wordt ook wel Salm, Markab, El khereb of Kerb genoemd. Hierbij moet opgemerkt worden dat de naam Markab ook wordt gebruikt voor α Pegasi, k Puppis en κ Velorum (de beide laatste worden ook wel Markeb genoemd in plaats van Markab).